# Lucia Szabová
Lucia Szabová (* 23. prosince 1997 Bratislava) je slovenská profesionální MMA zápasnice. Soutěží v organizaci OKTAGON MMA v bantamové váze kde je šampionkou a je považována za jednu z nejvýraznějších postav ženského MMA ve střední Evropě.

## Tituly a úspěchy

### Smíšená bojová umění
- Oktagon MMA
  - Oktagon Bantamweight Champion (One time

## Kariéra
Szabová se dostala do povědomí veřejnosti vítězstvím ve čtvrté sérii reality show Oktagon Výzva. Poté podepsala profesionální smlouvu s organizací OKTAGON MMA.
Trénuje v klubu Hanuman Gym Prague. Její bojový styl je založen na Muay Thai. Od svého profesionálního debutu v roce 2020 je neporažená. Její bilance činí 9 vítězství a žádná porážka.
Dne 22. února 2025 porazila brazilskou zápasnici Kalindru Fariu submisí ve formě standing americana v prvním kole na turnaji OKTAGON 67.
Na 14. června 2025 měla naplánovaný zápas s českou zápasnicí Lucií Pudilovou na turnaji OKTAGON 72 v pražské Fortuna Areně. o prozatímní titul v bantamové váze ale PUDILOVÁ se nakonec zranila a nemohla nastoupit do zápasu.
9. Srpna 2025 vyhrála titul na Oktagonu 74 na Štvanici kde porazila šampionku Cecilii Bolander v prvním kole na TKO

## Profesionální výsledky
| Výsledek | Bilance | Soupeř                | Metoda                           | Událost                              | Datum              | Kolo | Čas  | Místo                 | Poznámka                                     |
| -------- | ------- | --------------------- | -------------------------------- | ------------------------------------ | ------------------ | ---- | ---- | --------------------- | -------------------------------------------- |
| Výhra    | 8–0     | Cecilie Bolander      | TKO (lokty a údery)              | OKTAGON 74: Bolander vs. Szabová     | 9. srpna 2025      | 1    | 3:11 | Praha, Česko          | vyhrála titul v OKTAGONMMA ve Bantamove váze |
| Výhra    | 7–0     | Kalindra Faria        | Submise (klíč na ruku)           | OKTAGON 67: Creasey vs. Adamia       | 22. února 2025     | 1    | 4:16 | Třinec, Česko         | Bantamová váha                               |
| Výhra    | 7–0     | Kalindra Faria        | Submise (klíč na ruku)           | OKTAGON 67: Creasey vs. Adamia       | 22. února 2025     | 1    | 4:16 | Třinec, Česko         | Bantamová váha                               |
| Výhra    | 6–0     | Aitana Álvarez        | Na body (jednohlasné rozhodnutí) | OKTAGON 59: Paradeiser vs. Torres    | 20. července 2024  | 3    | 5:00 | Bratislava, Slovensko | Bantamová váha                               |
| Výhra    | 5–0     | Roza Gumienna         | Submise (armbar)                 | OKTAGON 55: Jungwirth vs. Pukač 2    | 23. března 2024    | 3    | 4:38 | Stuttgart, Německo    | Bantamová váha                               |
| Výhra    | 4–0     | Cornelia Holm         | Na body (jednohlasné rozhodnutí) | OKTAGON 26: Naruszczka vs. Krištofič | 24. července 2021  | 3    | 5:00 | Bratislava, Slovensko | Bantamová váha                               |
| Výhra    | 3–0     | Christina Netza       | KO (kop na hlavu)                | OKTAGON 22: Vémola vs. Datelinka     | 27. března 2021    | 1    | 1:30 | Brno, Česko           | Bantamová váha                               |
| Výhra    | 2–0     | Rizlen Zouak          | Submise (armbar)                 | OKTAGON 21: Paradeiser vs. Buchinger | 30. ledna 2021     | 2    | 1:25 | Brno, Česko           | Bantamová váha                               |
| Výhra    | 1–0     | Anzelika Petkevičiute | Submise (armbar)                 | OKTAGON 18: Wittner vs. Pukač        | 21. listopadu 2020 | 1    | 0:43 | Brno, Česko           | Bantamová váha                               |